# بهروز عطایی
بهروز عطایی (زادهٔ ۱۴ مرداد ۱۳۴۹ در آمل) بازیکن سابق و مربی فعلی والیبال اهل ایران است. عطایی از سال ۱۹۸۶ تا ۱۹۹۵ بازیکن تیم ملی والیبال ایران بود. وی همچنین از سال ۲۰۲۱ تا سال ۲۰۲۳ به مدت دو سال سرمربی تیم ملی والیبال ایران بود. تیم ملی والیبال ایران تحت سرمربیگری وی در سال ۲۰۲۱ قهرمان مسابقات قهرمانی آسیا شد.

## فعالیت

### به عنوان بازیکن
بهروز عطایی در ابتدا در نوجوانی به رشته هندبال و والیبال علاقه‌مند بود که در ابتدا وارد تمرینات مرتبط به هندبال شد. عطایی والیبال را از سال ۱۳۶۴ آغاز کرد و در سال ۱۳۶۶ عضو تیم ملی نوجوانان ایران شد و از دو سال بعد به مدت هشت سال متوالی در رده‌های مختلف تیم‌های ملی نوجوانان، جوانان و بزرگسالان عضویت داشته است. وی به عنوان بازیکن در سال‌های ۱۳۷۸ و ۱۳۷۹ با تیم پیکان تهران قهرمان لیگ برتر شد. وی سابقه عضویت در تیم‌های باشگاهی جانبازان مازندران، فجر آمل، لوله‌سازی اهواز، فرمانداری مهاباد، پیکان، پاس و پرسپولیس را در کارنامه خود به عنوان بازیکن دارد.

### به عنوان مربی
بهروز عطایی از سال ۱۳۸۴ مدرک بین‌المللی مربیگری خود را اخذ نمود و از سال ۱۳۸۶ با سرمربیگری تیم دانشگاه آزاد مازندران پا به دنیای مربیگری گذاشت و در سال ۱۳۸۷ با تیم کاله قهرمان لیگ دسته یک کشور شد و این تیم را به سوپر لیگ آورد.
عطایی در سال‌های ۱۳۸۸ و ۱۳۸۹ با این تیم مقام سوم لیگ برتر را کسب کرد. در سال‌های ۱۳۹۰ و ۱۳۹۱ در دوران اوج خود کاله را به قهرمانی لیگ برتر رسانید و مدال طلا بر گردن شاگردانش آویخته شد. سایپا و متین ورامین حریفان کاله در فینال سوپر لیگ ایران بودند. کاله با بهروز عطایی در جام باشگاه‌های آسیا در سال ۲۰۱۲ به مقام سومی رسید و در سال ۲۰۱۳ در فینال با پیروزی ۳ بر ۰ در مقابل الریان قطر به مقام قهرمانی دست یافت. تهران و سالن دوازده هزار نفری آزادی میزبان این دوره قهرمانی آسیا بود. وی در لیگ برتر ۱۳۹۲ آخرین دستاورد خود را با عنوان نایب قهرمانی لیگ برتر با کاله به ارمغان آورد و در سال ۱۳۹۳ سرمربی متین ورامین شد. متین ورامین در قهرمانی باشگاه‌های جهان ۲۰۱۴ با هدایت عطایی به مقام پنجمی رسید. عطایی بعد از حضور یک ساله در این تیم دوباره به کاله بازگشت.
وی در رده ملی از سال ۱۳۸۹ به مدت سه سال در تیم ملی دستیار حسین معدنی بود. وی در مسابقات نوجوانان جهان در سال ۲۰۱۱ هم سرمربی تیم ملی ایران بود. بهروز عطایی در سال ۲۰۱۶ به عنوان سرمربی تیم ملی والیبال جوانان ایران منصوب شد و توانست این تیم را به مقام نایب قهرمانی، قهرمانی زیر ۲۰ سال آسیا برساند. عطایی که در سال ۲۰۱۸ با تیم ملی ب ایران در جام کنفدراسیون والیبال آسیا به مقام نایب قهرمانی و با تیم ملی جوانان به مقام قهرمانی، قهرمانی زیر ۲۰ سال آسیا رسیده بود، قراردادش به عنوان سرمربی تیم ملی زیر ۲۱ ایران تمدید شد. در این مسابقات تیم ملی زیر ۲۰ سال ایران توانست در فینال ۳ بر ۰ از سد کره جنوبی بگذرد.عطایی در سال ۲۰۱۹ با هدایت خود توانست تیم ملی جوانان والیبال ایران را به جام قهرمانی زیر ۲۱ سال قهرمانی جهان برساند. ایران که در مرحله نیمه‌نهایی موفق شده بود حریف قدرتمند خود یعنی برزیل را با پیروزی قاطع ۳ بر ۰ از پیش رو بردارد در فینال در مقابل ایتالیا با نتیجه ۳ بر ۲ پیروز شد. ایران در ست پایانی موفق شد با نتیجه ۱۵–۱۲ ایتالیا قدرتمند را شکست دهد. این دستاورد تاریخی اولین قهرمانی تیم ملی زیر ۲۱ سال در جهان بود. وی در سال ۱۳۹۹ پس از احداث باشگاه لبنیات هراز آمل به عنوان سرمربی این تیم انتخاب شد و در اولین فصل حضور خود در هراز آمل در رقابت‌های لیگ برتر این تیم را به مقام سومی رسانید. عطایی در تاریخ ۱۸ مرداد ماه ۱۴۰۰ جایگزین ولادیمیر الکنو در تیم ملی والیبال مردان ایران شد. عطایی توانست تیم ملی ایران را در مسابقات قهرمانی آسیا ۲۰۲۱ به مقام قهرمانی برساند. تیم ملی ایران در فینال این رقابت‌ها در مقابل ژاپن قرار گرفت و توانست در سه ست متوالی به پیروزی برسد، تا با هفت برد متوالی و واگذاری تنها یک ست، عنوان قهرمانی جام ۲۱ آسیا را به دست آورد. او سرانجام در تاریخ ۱۲ مهر ۱۴۰۲ به‌دلیل انتقادها به عملکردش در لیگ ملت‌های ۲۰۲۳ و مسابقات انتخابی المپیک ۲۰۲۴ پس از شکست ۳ بر ۱ در مقابل جمهوری چک از سمت سرمربیگری خود از تیم ملی ایران استعفا داد. عطایی پس از استعفا از هدایت تیم ملی، به عنوان سرمربی فولاد سیرجان ایرانیان انتخاب شد. فولاد سیرجان در پایان نیم فصل لیگ برتر، یک هفته پیش از پایان مسابقات دور رفت، صدرنشینی خود را در نیم‌فصل قطعی نمود. فولاد سیرجان در فینال لیگ برتر، شهداب یزد را از پیش رو برداشت و با هدایت بهروز عطایی قاطعانه قهرمان لیگ برتر والیبال ایران ۱۴۰۳ شد. عطایی به عنوان سرمربی فولاد سیرجان ایرانیان، این تیم را در رقابت‌های جام باشگاه‌های جهان هدایت کرد. عطایی و شاگردانش بر خلاف تصورات، مرحله گروهی را مقتدرانه پشت سر گذاشتند. فولاد در دور مقدماتی با تیم‌های الاهلی اسپورتینگ، لوبه چیویتانوا و پرایا کلوب همگروه بود که در هر سه مسابقه به پیروزی رسید و به عنوان صدرنشین راهی مرحله نیمه نهایی شد. در این مرحله حریف فولاد سیرجان، تیم ساداکروزیرو برزیل بود که در نهایت در حالی که حتی مقابل این تیم هم شانس پیروزی داشتند با نتیجه ۳–۱ شکست خوردند و راهی دیدار رده بندی شدند. در دیدار رده‌بندی باز هم تیم مطرح و قدرتمند لوبه ایتالیا، حریف فولاد بود که در نهایت تیم فولاد سیرجان با هدایت بهروز عطایی، توانست با ارائه یک بازی باکیفیت، لوبه را با نتیجه ۳–۲ شکست دهد و به مقام سوم باشگاه‌های جهان دست یابد. با مقام سومی فولاد، در انتها مدال برنز باشگاه‌های جهان بعد از ۱۴ سال به ایران رسید.

## سبک
بهروز عطایی از جمله مربیانی است که به دور از بحث فنی در مسائل فکری، انگیزشی و روان‌شناسی بازیکنان نیز متمرکز است. وی در طول سال‌های مربیگری خود توانسته بیس مناسبی در تیم‌های تحت هدایتش ایجاد کند و از دید کارشناسان تیم‌های تحت هدایت وی دارای کیفیت فنی مطلوبی بوده‌اند. عطایی در طول دوان مربیگری خود چه در رده ملی چه در رده باشگاهی بازیکنان زیادی را پرورش داده و برخی از آن‌ها به دلیل اعتماد وی توانستند از یک بازیکن معمولی به یک بازیکن تأثیرگذار و مطرح تبدیل شوند.
رضا قرا، علی شفیعی، میلاد عبادی‌پور، میثم صالحی، رحمان تقی‌زاده، اسماعیل مسافر، علی رمضانی، اسماعیل طالبی، عرفان جلالی نژاد، مهران فیض امام‌دوست، جواد کریمی، رضا عابدینی، امیرحسین اسفندیار و پوریا حسین خانزاده در رده باشگاهی و علی‌اصغر مجرد، امین اسماعیل‌نژاد، مرتضی شریفی، احسان دانش دوست، امیرمحمد فلاحت خواه و پوریا یلی در رده ملی از جمله بازیکنانی هستند که توسط بهروز عطایی به کار گرفته شده و به بازیکنان مطرحی تبدیل گشتند.

## دستاوردها

### به عنوان مربی

#### ملی
| سال  | رقابت                       | میزبان                 | تیم                      | نقش      | رتبه        |
| ---- | --------------------------- | ---------------------- | ------------------------ | -------- | ----------- |
| ۲۰۰۹ | جام بزرگ قهرمانان جهان      | اوساکا - ناگویا        | تیم ملی ایران            | کمک مربی | پنجم        |
| ۲۰۰۹ | قهرمانی ارتش‌های جهان سیزم   | افلیژم                 | تیم ملی ایران            | کمک مربی | قهرمان      |
| ۲۰۰۹ | قهرمانی آسیا                | مانیل                  | تیم ملی ایران            | کمک مربی | نایب قهرمان |
| ۲۰۱۰ | بازی‌های آسیایی              | گوانگ‌ژو                | تیم ملی ایران            | کمک مربی | نایب قهرمان |
| ۲۰۱۰ | جام کنفدراسیون والیبال آسیا | ارومیه                 | تیم ملی ایران            | کمک مربی | قهرمان      |
| ۲۰۱۰ | جام ریاست جمهوری قزاقستان   | آلماتی                 | تیم ملی ایران            | کمک مربی | قهرمان      |
| ۲۰۱۰ | قهرمانی جهان                | رم                     | تیم ملی ایران            | کمک مربی | نوزدهم      |
| ۲۰۱۱ | قهرمانی زیر ۱۹ سال جهان     | بورساکو و باییا بلانکا | تیم ملی زیر ۱۹ سال ایران | سرمربی   | دهم         |
| ۲۰۱۶ | قهرمانی زیر ۲۰ سال آسیا     | کائوهسیونگ             | تیم ملی زیر ۲۱ سال ایران | سرمربی   | نایب قهرمان |
| ۲۰۱۷ | بازی‌های همبستگی اسلامی      | باکو                   | تیم ملی ایران            | سرمربی   | قهرمان      |
| ۲۰۱۷ | قهرمانی زیر ۲۱ سال جهان     | برنو - چسکه بودیوویتسه | تیم ملی زیر ۲۱ سال ایران | سرمربی   | پنجم        |
| ۲۰۱۸ | جام کنفدراسیون والیبال آسیا | تایپه                  | تیم ملی ب ایران          | سرمربی   | نایب قهرمان |
| ۲۰۱۸ | قهرمانی زیر ۲۰ سال آسیا     | رفاع                   | تیم ملی زیر ۲۱ سال ایران | سرمربی   | قهرمان      |
| ۲۰۱۹ | قهرمانی زیر ۲۱ سال جهان     | رفاع                   | تیم ملی زیر ۲۱ سال ایران | سرمربی   | قهرمان      |
| ۲۰۲۱ | قهرمانی آسیا                | فوناباشی - چیبا        | تیم ملی ایران            | سرمربی   | قهرمان      |
| ۲۰۲۲ | لیگ ملت‌ها                   | بولونیا                | تیم ملی ایران            | سرمربی   | هفتم        |

#### باشگاه (بین‌المللی)
| سال  | رقابت                  | میزبان        | تیم           | نقش    | رتبه   |
| ---- | ---------------------- | ------------- | ------------- | ------ | ------ |
| ۲۰۱۲ | جام باشگاه‌های آسیا     | شانگهای       | کاله مازندران | سرمربی | سوم    |
| ۲۰۱۳ | جام باشگاه‌های آسیا     | تهران         | کاله مازندران | سرمربی | قهرمان |
| ۲۰۱۳ | قهرمانی باشگاه‌های جهان | بتیم          | کاله مازندران | سرمربی | هفتم   |
| ۲۰۱۴ | قهرمانی باشگاه‌های جهان | بلو هوریزونته | متین ورامین   | سرمربی | پنجم   |
| ۲۰۲۴ | جام باشگاه‌های آسیا     | یزد           | فولاد سیرجان  | سرمربی | قهرمان |
| ۲۰۲۴ | قهرمانی باشگاه‌های جهان | یوبرلاندیا    | فولاد سیرجان  | سرمربی | سوم    |

#### باشگاه (دسته یک ایران)
| فصل     | تیم                   | نقش    | رتبه   |
| ------- | --------------------- | ------ | ------ |
| ۸۷–۱۳۸۶ | دانشگاه آزاد مازندران | سرمربی | سوم    |
| ۸۸–۱۳۸۷ | کاله مازندران         | سرمربی | قهرمان |

#### باشگاه (سوپر لیگ ایران)
| فصل     | تیم           | نقش    | رتبه        |
| ------- | ------------- | ------ | ----------- |
| ۸۹–۱۳۸۸ | کاله مازندران | سرمربی | سوم         |
| ۹۰–۱۳۸۹ | کاله مازندران | سرمربی | سوم         |
| ۹۱–۱۳۹۰ | کاله مازندران | سرمربی | قهرمان      |
| ۹۲–۱۳۹۱ | کاله مازندران | سرمربی | قهرمان      |
| ۹۳–۱۳۹۲ | کاله مازندران | سرمربی | نایب قهرمان |
| ۹۴–۱۳۹۳ | متین ورامین   | سرمربی | پنجم        |
| ۹۵–۱۳۹۴ | کاله مازندران | سرمربی | نهم         |
| ۹۶–۱۳۹۵ | کاله مازندران | سرمربی | ششم         |
| ۹۷–۱۳۹۶ | کاله مازندران | سرمربی | ششم         |
| ۹۸–۱۳۹۷ | کاله مازندران | سرمربی | سوم         |
| ۹۹–۱۳۹۸ | کاله مازندران | سرمربی | پنجم        |
| ۰۴–۱۳۹۹ | هراز آمل      | سرمربی | سوم         |
| ۱۴۰۰    | هراز آمل      | سرمربی | پنجم        |
| ۱۴۰۱    | هراز آمل      | سرمربی | نایب قهرمان |
| ۱۴۰۳    | فولاد سیرجان  | سرمربی | قهرمان      |

#### باشگاه (تورنمنت‌ها چهارجانبه)
| فصل          | تیم           | نقش    | رتبه        |
| ------------ | ------------- | ------ | ----------- |
| ۱۳۹۰ (ایران) | کاله مازندران | سرمربی | سوم         |
| ۱۳۹۱ (ایران) | کاله مازندران | سرمربی | قهرمان      |
| ۲۰۱۷ (ترکیه) | کاله مازندران | سرمربی | نایب قهرمان |

### به عنوان بازیکن

#### باشگاهی
| فصل                     | تیم   | نقش    | رتبه        |
| ----------------------- | ----- | ------ | ----------- |
| لیگ برتر ۷۸–۱۳۷۷        | پیکان | بازیکن | قهرمان      |
| لیگ برتر ۷۹–۱۳۷۸        | پیکان | بازیکن | قهرمان      |
| جام باشگاه‌های آسیا ۱۹۹۹ | پیکان | بازیکن | سوم         |
| جام باشگاه‌های آسیا ۲۰۰۰ | پیکان | بازیکن | نایب قهرمان |

### فردی
- بهترین مربی سوپر لیگ ایران: ۱۳۹۰، ۱۳۹۱ (به انتخاب فدراسیون والیبال ایران)[۲۳]
- مربی برتر والیبال ایران: ۱۳۹۲، ۱۳۹۵ (به انتخاب پایگاه خبری والیبال ایران)